# Bae Suzy
Đây là một tên người Triều Tiên, họ là Bae.
Bae Soo-ji (Hangul: 배수지, Hanja: 裵秀智, Romaja: baesuji, Hán-Việt: Bùi Tú Trí, sinh ngày 10 tháng 10 năm 1994), thường được biết đến với nghệ danh Bae Suzy (đồng âm với tên của cô), hay đơn giản hơn là Suzy (Hangul: 수지, Romaja: suji), là một nữ ca sĩ và diễn viên người Hàn Quốc. Cô là cựu thành viên của nhóm nhạc nữ Miss A thuộc JYP Entertainment, hiện nay cô thuộc quản lý của Management SOOP, cô còn được biết đến với biệt hiệu "Tình đầu quốc dân" ở Hàn Quốc.
Ngày 27 tháng 12 năm 2017, JYP Entertainment thông báo Miss A chính thức tan rã sau 7 năm hoạt động. Kể từ năm 2018 Suzy và các thành viên bắt đầu sự nghiệp hoạt động cá nhân. Tháng 3 năm 2019, hợp đồng của Suzy và JYP Entertainment kết thúc, cô quyết định rời công ty sau 9 năm gắn bó. Ngày 8 tháng 4 cùng năm, Suzy gia nhập Management SOOP với tư cách là diễn viên để tập trung sự nghiệp vào diễn xuất.

## Tiểu sử
Suzy sinh ra ở Quận Bắc, Gwangju, Hàn Quốc vào ngày 10 tháng 10 năm 1994. Cha cô là Bae Wan Young và mẹ là Jeong Hyun Sook; cô có một chị gái, Su-bin, và một em trai, Sang-moon. Cô đã theo học Trường Trung học Biểu diễn Nghệ thuật Seoul. Trước khi ra mắt, cô từng làm người mẫu của một trang web bán hàng online. Năm 2009, cô thử giọng tại cuộc thi Superstar K của Mnet và vượt qua các vòng sơ khảo nhưng cuối cùng cô đã bị loại. Tuy nhiên, cô nhận được sự chú ý của một người chiêu mộ từ công ty JYP Entertainment và nhanh chóng trở thành một thực tập sinh. Sau một năm được đào tạo, cô được kết hợp với thành viên Fei và Jia. Sau đó Min được thêm vào nhóm, cả bốn debut với tên gọi Miss A.

## Sự nghiệp

### Ra mắt với Miss A

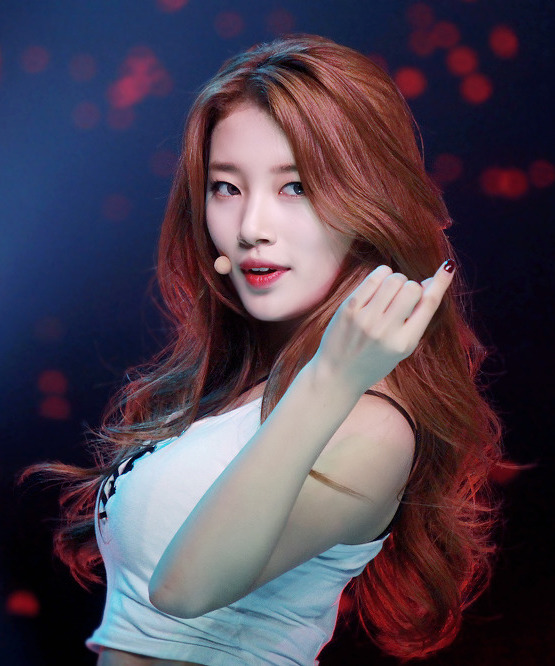
Suzy biểu diễn cùng Miss A vào ngày 16 tháng 12 năm 2013

Vào tháng 3 năm 2010, Suzy tham gia cùng 2 thành viên khác Fei và Jia tạo thành nhóm Miss A. Bộ ba bắt đầu hoạt động quảng bá chính thức đầu tiên của họ ở Trung Quốc như là một nhóm bằng cách hợp tác với tập đoàn Samsung Electronics tại Trung Quốc. Nhóm đã phát hành một bài hát được sử dụng cho quảng cáo Samsung Beat Festival tên là "Love Again". Bài hát được viết bởi nhà soạn nhạc Hàn Quốc Super Changddai, và video âm nhạc được đạo diễn bởi Hong Won Ki. Thành viên thứ tư tham gia vào nhóm là Min.
Các thành viên cuối cùng cũng ra mắt vào tháng 7 năm 2010 do JYP Entertainment quản lý, với đĩa đơn "Bad Girl Good Girl". Chỉ sau 22 ngày từ khi ra mắt bài hát đã đứng đầu hàng loạt các BXH âm nhạc nổi tiếng. Sau những thành công đầu tiên, nhóm đã trở lại trong tháng 10 với một ca khúc chủ đề mới "Breathe" từ đĩa đơn thứ hai Step Up.
Nhóm đã trở lại vào tháng 7 năm 2011 với việc phát hành album phòng thu đầu tiên của họ là A Class với ca khúc chủ đề "Good Bye Baby". Nhóm đã tổ chức sân khấu tạm biệt vào đầu tháng 9 sau khi chứng kiến thành công lớn vang dội album và ca khúc chủ đề của họ. Sau đó họ tập trung vào các hoạt động ở nước ngoài, bao gồm cả việc ra mắt tại Trung Quốc.
Vào tháng 2 năm 2012, họ đã trở lại với phong cách mới qua ca khúc "Touch". Trong quý cuối năm 2012, họ đã phát hành mini album "Independent Women". Album được sáng tác để bày tỏ sự tôn vinh đến bài hát Independent Women của Destiny's Child - thần tượng của nhóm. Vào tháng 11 năm 2013, Miss A đã trở lại sau hơn một năm vắng bóng với đầy đủ album phòng thu thứ hai "Hush". Ca khúc chủ đề được sáng tác bởi bộ đôi nhà soạn nhạc nổi tiếng là E-Tribe. Cuối tháng 3 năm 2015, nhóm phát hành bài hát đứng đầu bảng xếp hạng có tên gọi "Only you" do Black Eyed Pilseung sản xuất trong mini album Colors. Đặc biệt, trong album xuất hiện bài hát đầu tiên mà Suzy đã viết lời là "I caught ya".

### 2010-2012: Các hoạt động solo và sự nổi tiếng

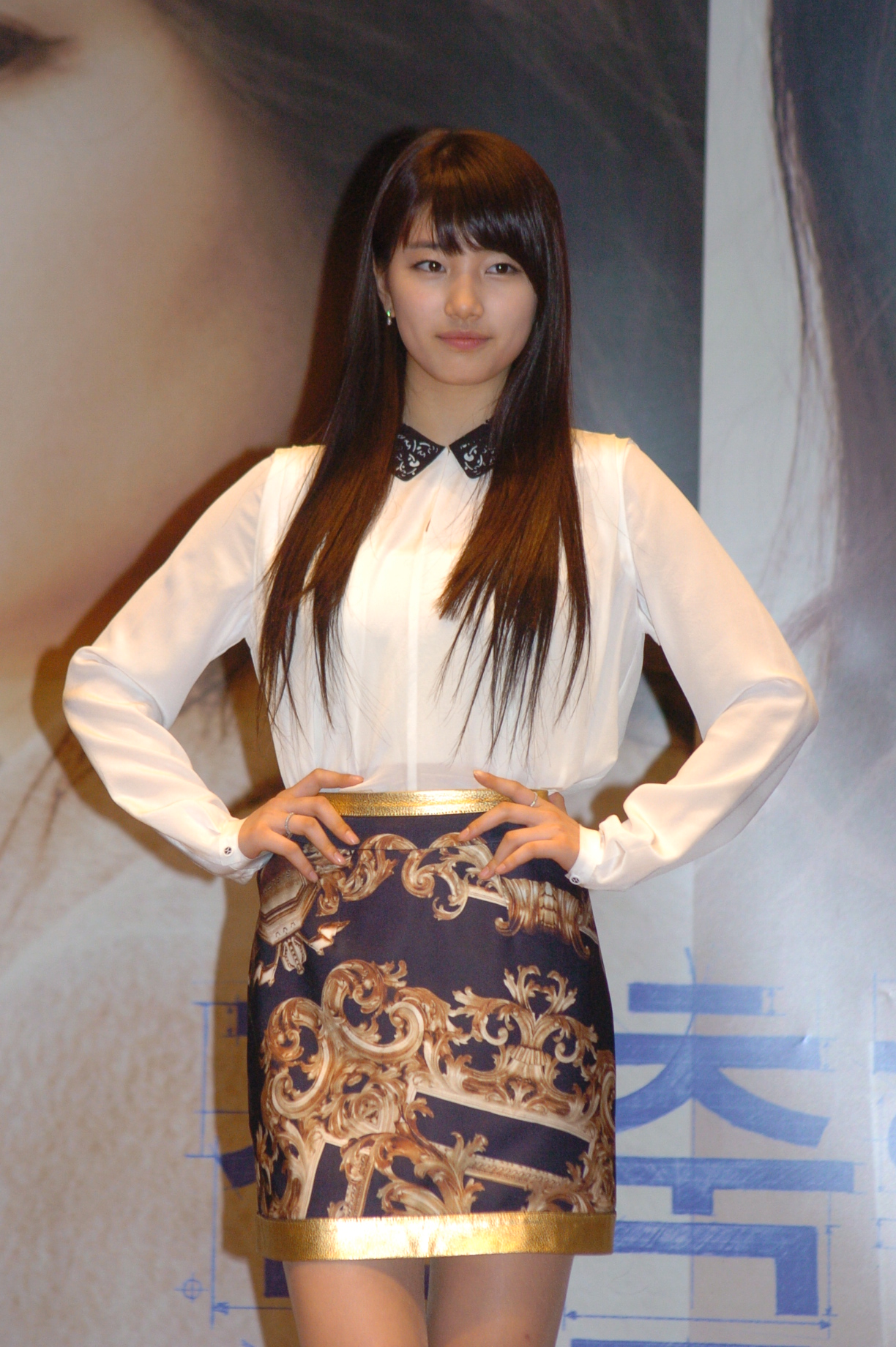
Suzy tại buổi công chiếu Architecture 101 vào tháng 2 năm 2012

Tháng 10 năm 2010, Suzy trở thành MC của chương trình ca nhạc MBC Show! Music Core cùng với Minho và Onew nhóm SHINee, và Jiyeon nhóm T-ara. Sau đó, Suzy làm trở thành MC cho một số chương trình như Inkigayo, M! Countdown, M! Countdown Hello Japan, Seoul Music Awards lần thứ 21, Golden Disk Awards lần thứ 26 (với Hongki của FT Island), và Mnet 20's Choice Awards (với Song Joong-ki). Từ đó đến nay, cô liên tục được mời làm MC từ các chương trình ca nhạc đến các lễ trao giải lớn.
Ngoài các hoạt động trong nhóm, Suzy cũng tham gia diễn xuất. Cô đã tham gia diễn xuất trong bộ phim trường học Dream High, phát sóng trên đài KBS từ ngày 3 tháng 1 đến ngày 28 tháng 2. Suzy cũng phát hành một OST cho bộ phim, tên bài hát "Winter Child". Bộ phim rất thành công ở Hàn Quốc với tỷ xuất người xem đài cao trong suốt hai tháng phát sóng, và cũng nổi tiếng ở nhiều nước khác. Tại lễ trao giải KBS Drama Awards, Suzy đã nhận được giải thưởng Nữ diễn viên mới xuất sắc nhất cùng với giải Cặp đôi xuất sắc nhất với bạn diễn Kim Soo Hyun. Tháng 10 năm 2011, Suzy trở thành một trong những thành viên của chương trình truyền hình thực tế Invincible Youth 2 (청춘불패) của đài KBS. Chương trình bắt đầu quay tập đầu tiên vào ngày 19 tháng 10 và phát sóng vào ngày 11 tháng 11.
Suzy đã xuất hiện trong bộ phim Architecture 101 (2012) trong vai nhân vật lúc trẻ của nữ chính. Architecture 101 là một trong mười bộ phim được xem nhiều nhất tại Hàn Quốc trong ba tháng đầu năm 2012 và đạt được hơn 4,1 triệu khán giả vào rạp sau chín tuần công chiếu; một bộ phim thiết lập kỷ luật phòng vé mới cho nền nhạc kịch Hàn Quốc. Cùng năm đó, Suzy đóng vai phụ trong bộ phim truyền hình Big của KBS, do chị em họ Hong biên kịch cùng với diễn viên chính Gong Yoo và Lee Min Jung.
Cô cũng là người nổi tiếng Hàn Quốc đầu tiên giành cả ba giải thưởng tân binh ca sĩ, tân binh truyền hình và tân binh điện ảnh với việc nhận giải Nữ diễn viên mới xuất sắc nhất tại Lễ trao giải Nghệ thuật Baeksang lần thứ 48 cho vai diễn trong phim Architecture 101. Vào ngày 22 tháng 12 năm 2012, Suzy đã giành được giải Best Newcomer hạng mục tạp kỹ tại Lễ trao giải KBS Entertainment cho sự xuất hiện trong Invincible Youth 2.

### 2013-2016: Thành công chủ yếu

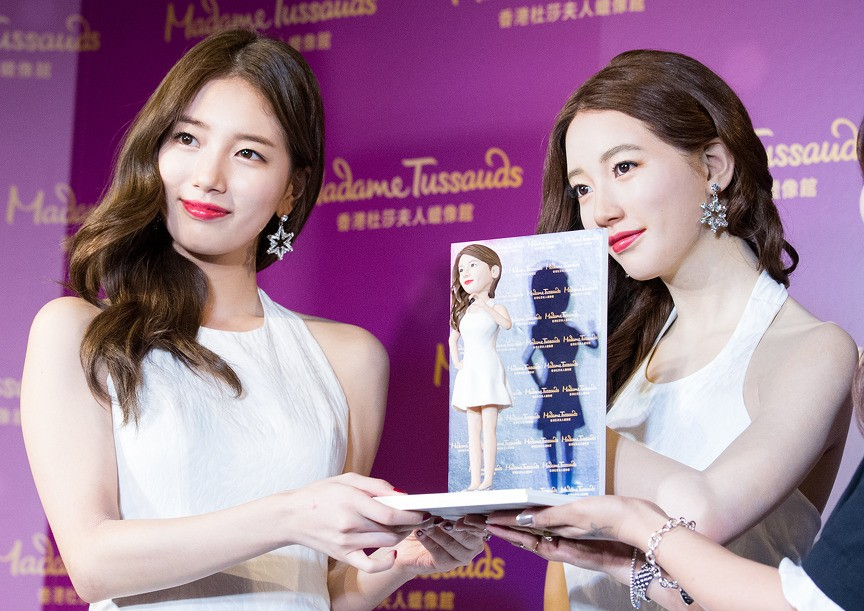
Suzy với tượng sáp của cô tại Madame Tussauds Hong Kong vào ngày 13 tháng 9 năm 2016

Ngày 08 tháng tư 2013, cô vào vai nữ nữ chính Dam Yeo-wool trong bộ phim truyền hình Gu Family Book. Ngoài ra Suzy còn đạt nhiều giải thưởng danh giá khác tiêu biểu là giải thưởng "Top Excellence" tại MBC Drama Awards, "Ngôi sao Hallyu" và "Nữ diễn viên xuất sắc nhất" tại lễ trao giải Seoul International Drama Awards. Cô xuất hiện trong chương trình Healing Camp với tư cách là vị khách trẻ nhất từ trước đến nay và chia sẻ về bản thân.
Tháng 5 năm 2014, Suzy tham gia bộ phim The Sound of A Flower (2015) với vai diễn Jin Chae-sun, nữ ca sĩ Pansori đầu tiên của Hàn Quốc. Bộ phim miêu tả cuộc đấu tranh của một ca sĩ không được phép biểu diễn trong cộng đồng vì giới tính của cô trong thời đại Joseon. Để chuẩn bị cho vai diễn của mình, Suzy đã được đào tạo Pansori trong một năm. Cùng năm đó, Suzy đã cộng tác với ca sĩ-diễn viên Đài Loan La Chí Tường trong single "Together In Love" thuộc album Reality Show của anh. Tháng 1 năm 2016, Suzy và Baekhyun, thành viên nhóm nhạc nam EXO, phát hành bài hát song ca "Dream". Bài hát nhanh chóng đứng đầu tất cả các bảng xếp hạng âm nhạc thời gian thực tại Hàn Quốc và đạt vị trí cao nhất trên bảng xếp hạng đĩa đơn của Gaon, đồng thời giành chiến thắng năm lần trên các chương trình âm nhạc Music Bank và Inkigayo. Sau đó, cô đóng vai chính trong bộ phim truyền hình lãng mạn Uncontrollably Fond cùng với Kim Woo-bin. Cô đã phát hành 2 OST cho bộ phim, trong đó có một ca khúc do chính cô sáng tác. Tháng 8 năm 2016, Suzy trở thành nữ nghệ sĩ đầu tiên tại Hàn Quốc được tạc tượng sáp tại bảo tàng tượng sáp nổi tiếng nhất thế giới Madame Tussauds.

### 2017-2018: Ra mắt solo

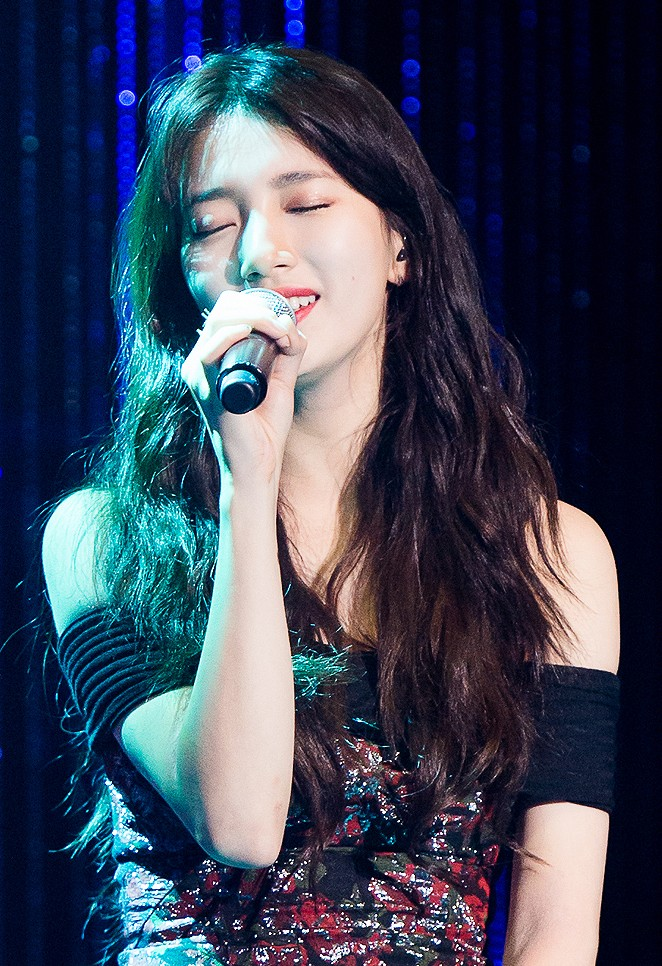
Suzy biểu diễn vào ngày 25 tháng 1 năm 2017

Vào tháng 1 năm 2017, Suzy chính thức ra mắt solo. Ca khúc "Pretend" được phát hành vào ngày 17 tháng 1 và đã đạt được thành công trên nhiều bảng xếp hạng âm nhạc. Một tuần sau đó, cô đã phát hành EP đầu tiên mang tên Yes? No?.
Tháng 2 năm 2017, Suzy xác nhận sẽ hợp tác với ca sĩ Park Won trong bài hát "Do not Wait for Your Love". Bài hát được phát hành vào ngày 24 tháng 2 năm 2017.
Năm 2017, Suzy tham gia đóng chính cùng  Lee Jong-suk trong bộ phim While You Were Sleeping. Bộ phim này sẽ là dự án hợp tác thứ hai giữa Suzy và nhà viết kịch Park Hye-ryun sau bộ phim Dream High vào năm 2011.
Ngày 27 tháng 12 năm 2017, JYP Entertainment thông báo các thành viên đã hết hạn hợp đồng và quyết định rời công ty, Miss A chính thức tan rã. Một mình Suzy gia hạn hợp đồng với công ty và tiếp tục hoạt động solo trong tương lai.
Đầu năm 2018, Suzy được thông báo sẽ trở lại vào cuối tháng 1. Vào ngày 22 tháng 1 năm 2018, Suzy phát hành ca khúc "In Love with Someone Else". Ngày 29 tháng 1, cô phát hành album thứ hai mang tên Faces of Love, với ca khúc chủ đề "Holiday". Vào ngày 14 tháng 2, Suzy phát hành một video âm nhạc cho bài hát "Sober" của cô. Ngày 9 tháng 3, Suzy phát hành MV thứ tư cho ca khúc "Midnight" với phần âm nhạc từ piano bởi Yiruma.

Ngày 31 tháng 3 năm 2019, hợp đồng của Suzy và JYP Entertainment kết thúc, cô rời công ty sau 9 năm gắn bó.

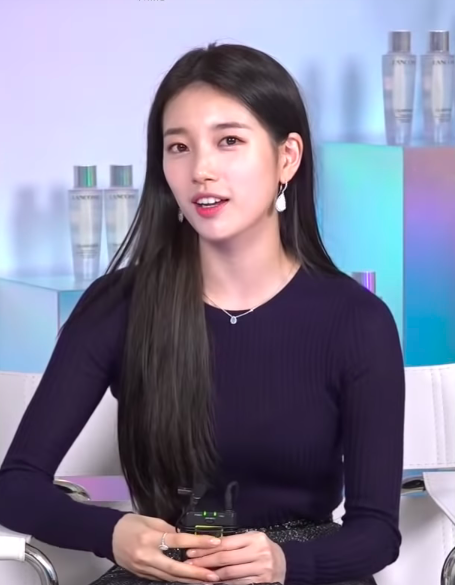
Suzy tại sự kiện của Lancôme với Marie Claire năm 2021.

### 2019-nay: Gia nhập Management SOOP & sự nghiệp diễn xuất
Ngày 8 tháng 4 năm 2019, Suzy gia nhập Management SOOP với tư cách diễn viên và tập trung sự nghiệp vào diễn xuất.
Năm 2019, Suzy đóng vai chính cùng Lee Seung-Gi trong bộ phim hành động Vagabond. Suzy vào vai Go Hae-ri, một điệp viên mật. Bộ phim được chiếu trên đài SBS của Hàn Quốc vào thứ 6, thứ 7 hàng tuần, và đóng vai vợ của Ha Jung-woo trong phim hành động Đại thảm hoạ núi Baekdu.
Năm 2020, Suzy đóng vai chính cùng Nam Joo-Hyuk trong bộ phim truyền hình Start-Up với vai diễn là một nữ doanh nhân đầy tham vọng. Ngày 17 tháng 2 năm 2022, cô trở lại với tư cách ca sĩ sau 4 năm với đĩa đơn mang tên "Satellite". Suzy trở lại màn ảnh sau 2 năm vắng bóng với vai nữ chính trong bộ phim truyền hình 8 tập Anna, cô được khán giả hết lời khen ngợi về kỹ năng diễn xuất và thể hiện cảm xúc của nhân vật Anna. Vào ngày 6 tháng 10, cô phát hành đĩa đơn kỹ thuật số "Cape" và video âm nhạc cho bài hát.
Tháng 12 năm 2022, Suzy xác nhận tham gia bộ phim truyền hình Doona! do Netflix sản xuất, khởi chiếu vào năm 2023.

## Hình ảnh và tác động công chúng

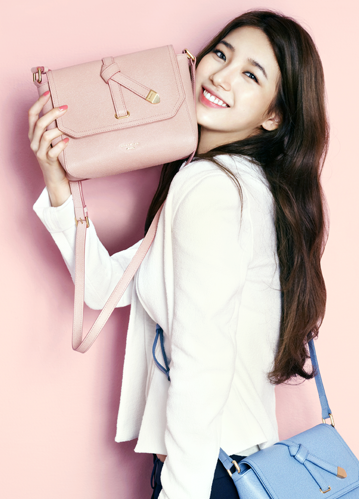
Suzy làm người mẫu cho bộ sưu tập Thu Đông 2014 của Bean Pole

Sau khi xuất hiện trong bộ phim Architecture 101, cô đã được gọi là "Tình đầu quốc dân" của Hàn Quốc vì sự quyến rũ và diễn xuất tự nhiên của cô. Cô cũng là một trong những đại sứ thương hiệu được yêu thích nhất tại Hàn Quốc và được gọi là "Nữ hoàng quảng cáo" do có nhiều hợp đồng quảng cáo từ mỹ phẩm, thời trang, đến các mặt hàng thông dụng như đường. Suzy đã kiếm được hơn 10 tỷ won trong năm 2013 với hơn 14 hợp đồng quảng cáo.
Năm 2020, cô được mệnh danh là "Human Dior" khi người hâm mộ nhận thấy cô luôn mặc đồ và quảng bá thương hiệu. Năm 2021, South China Morning Post liệt kê giá trị tài sản ròng ước tính của cô là 25 triệu USD. Vào tháng 4 năm 2022, cô được công bố là đại sứ cho hãng thời trang xa xỉ Dior của Pháp sau khi tham dự buổi trình diễn Dior Thu 2022 tại Đại học Nữ sinh Ewha của Hàn Quốc. Vào tháng 5 năm 2022, cô là nữ nghệ sĩ Hàn Quốc đầu tiên trở thành Đại sứ Thanh lịch cho thương hiệu đồng hồ xa xỉ Longines của Thụy Sĩ.
Những thần tượng coi cô là người có ảnh hưởng hoặc hình mẫu bao gồm Bona của WJSN, Arin của Oh My Girl, Jung Chae-yeon, Soodam của Secret Number, Johyun của Berry Good, Yerin của GFriend, Nayun của Momoland và Yoomin của Melody Day.
Cô được chọn là một trong 4 "Bảo vật quốc dân" của Hàn Quốc cùng với YoonA (Girls' Generation), Seolhyun (AOA) và Tzuyu (Twice).

## Đời tư
Ngày 23 tháng 3 năm 2015, Suzy và Lee Min Ho xác nhận đang hẹn hò. Ngày 16 tháng 11 năm 2017, cả 2 xác nhận chia tay sau 2 năm hẹn hò.
Ngày 9 tháng 3 năm 2018, Suzy và Lee Dong Wook xác nhận đang tìm hiểu nhau. Ngày 2 tháng 7 năm 2018, cả 2 xác nhận chia tay sau 4 tháng tìm hiểu.

## Vai trò đại sứ
Ngày 28 tháng 4 năm 2011, Suzy và Kim Soo-hyun chính thức được tiết lộ làm đại sứ của "Triển lãm hoa Hàn Quốc Goyang lần thứ 16" tại tỉnh Gyeonggi. Chương trình biểu diễn hoa được tổ chức tại Trung tâm Triển lãm hoa Goyang tại Ilsan Lake Park vào ngày 29 tháng 4.
Vào ngày 28 tháng 8 năm 2013, Suzy được bổ nhiệm làm đại sứ danh dự cho "Cơ quan Cảnh sát Quốc gia Hàn Quốc".
Ngày 19 tháng 11 năm 2013, Suzy cùng với Ki Bo-bae, Son Yeon-jae, Yang Hak-seon và Choi Eun-sook được bổ nhiệm làm đại sứ quảng cáo cho "Summer Universiade 2015". Suzy đã tham gia vào một số video quảng cáo, áp phích và hình ảnh, cũng như một loạt các sự kiện khác để thúc đẩy quảng cáo cho Universiade.
Năm 2015, Suzy được vinh danh là thành viên thứ 791 của Community Chest of Korea's Honor Society, bao gồm những người quyên góp 100 triệu won (US$1=W1,105) hoặc nhiều hơn cho tổ chức từ thiện.

## Tạp chí

### Lục đại tạp chí nữ
| Tên tạp chí     | Mở khoá                |
| --------------- | ---------------------- |
| VOGUE           | {\displaystyle \surd } |
| Harper's BAZAAR | {\displaystyle \surd } |
| ELLE            | {\displaystyle \surd } |
| Marie Claire    | {\displaystyle \surd } |
| COSMOPOLITAN    | {\displaystyle \surd } |
| W Korea         | {\displaystyle \surd } |

### Tuần san
| Tên Tạp chí   | Mở Khóa                |
| ------------- | ---------------------- |
| GRAZIA        | {\displaystyle \surd } |
| OK!           |                        |
| InStyle       | {\displaystyle \surd } |
| So Figaro     |                        |
| MODERN WEEKLY |                        |

## Danh sách đĩa nhạc

### Đĩa mở rộng
- Yes? No? (2017)
- Faces of Love (2018)